# Gaston Tremblay
Gaston Tremblay (ur. 8 września 1928 w Rimouski, zm. 31 grudnia 2011) – kanadyjski (z prowincji Quebec) autoproklamowany papież, rzekomy następca antypapieża Klemensa XV; przybrał imię Grzegorz XVII (Grégoire XVII). 
Tremblay ("brat Jean") otrzymał w 1952 roku, od arcybiskupa Montrealu Paula-Émila Légera, pozwolenie na stworzenie wspólnoty religijnej opartej na ubóstwie i na ewangelizacji. Od 1962 roku, wspólnota zajmowała posiadłość we wsi Saint-Jovite, blisko Mont Tremblant, i tak uformowany klasztor nazwała Magnificat. 
W 1961 roku, Tremblay związał się ze stworzoną we Francji (przez Michela Collina, i. e. Klemensa XV) wspólnotą Apôtres de l'amour infini (Apostołowie nieskończonej miłości). Tremblay uznał wtedy Collina za papieża zapowiedzianego przez sekret fatimski; sam ogłosił się zastępcą tegoż papieża w kilka lat później. 
Od 1962 roku zaczęły się skargi na wspólnotę, a w 1967 Tremblay uciekł z klasztoru wraz z mieszkającymi tam dziećmi, wbrew nakazowi sądowemu. W 1968 roku Tremblay uznał się za papieża, i przyjął imię Grzegorz XVII.  W 1977 roku, Trembley jest aresztowany za przetrzymywanie dzieci, był wielokrotnie za to od tego czasu skazywany. W latach 1980–1981, Tremblay przebywał w więzieniu. W 1999 roku, Trembley został zatrzymany, wraz z współpracownikami, w związku z oskarżeniami m.in. o gesty o charakterze seksualnym, wykorzystywanie dzieci w latach 1960 i 1970. W 2001 roku, oskarżenia zostały wycofane ze względu na błędy proceduralne. 